# Vespri siciliani
(Dante, Divina Commedia, canto VIII del Paradiso)
I Vespri siciliani furono una ribellione scoppiata a Palermo all'ora dei vespri di Lunedì dell'Angelo, ossia il 30 marzo nel 1282. Bersaglio della rivolta furono i dominatori francesi dell'isola, gli Angioini, avvertiti come oppressori stranieri. Da Palermo i moti si sparsero presto all'intera Sicilia e ne espulsero la presenza francese.
La ribellione diede avvio a una guerra, per il controllo della Sicilia, che si concluse definitivamente con la Pace di Caltabellotta.

## Quadro storico
Dopo la morte dell'imperatore Corrado IV, la sconfitta di Manfredi a Benevento e la decapitazione a Napoli il 29 ottobre 1268 dell'ultimo pretendente svevo Corradino, il Regno di Sicilia era stato definitivamente assoggettato al sovrano francese Carlo I d'Angiò. Papa Clemente IV, che il 6 gennaio 1266 aveva già incoronato Carlo re di Sicilia, sperando così di poter estendere la propria influenza all'Italia meridionale senza dover subire i veti precedentemente imposti dagli svevi, dovette rendersi conto che gli angioini avrebbero perseguito una politica espansionistica aggressiva: conquistato il meridione d'Italia, le mire di Carlo volgevano infatti già ad Oriente e al neo-restaurato Impero bizantino.
In Sicilia la situazione si era fatta particolarmente critica per una generalizzata riduzione delle libertà baronali e, soprattutto, per una opprimente politica fiscale. L'isola, da sempre fedelissima roccaforte sveva, che dopo la morte di Corradino di Svevia aveva resistito ancora per alcuni anni, era ora il bersaglio della rappresaglia angioina. Gli Angiò si mostrarono insensibili a qualunque richiesta di ammorbidimento ed applicarono un esoso fiscalismo, praticando usurpazioni, soprusi e violenze. Va segnalato a tal proposito che Dante, che nel 1282 aveva solo 17 anni, nell'VIII canto del Paradiso, indicherà come Mala Segnoria il regno angioino di Sicilia.
I nobili siciliani e in particolare il diplomatico Giovanni da Procida riponevano le proprie speranze in Michele VIII Paleologo, imperatore bizantino già in contrasto con Carlo I d'Angiò, in papa Niccolò III, che si era dimostrato disponibile ad una mediazione, e in Pietro III d'Aragona. Poiché Michele si trovava in una situazione critica a causa dell'invasione dei Balcani da parte di Carlo d'Angiò, scelse la via diplomatica, in cui i Bizantini si erano sempre distinti, per distogliere il re angioino dai suoi piani di conquista. Durante il pontificato di Niccolò III, Michele VIII con la sua mediazione aveva stretto un'alleanza con Pietro. Il re aragonese avrebbe dovuto attaccare l'Angioino alle spalle e togliergli il regno, così come nel 1266 Carlo lo aveva tolto a re Manfredi. L'imperatore bizantino gli avrebbe messo a disposizione i mezzi per costruire una flotta.
Il re d'Aragona, in particolare, era guardato con favore perché sua moglie Costanza, in quanto figlia di Manfredi e nipote di Federico II, risultava l'unica pretendente legittima della casa di Svevia; tuttavia il sovrano aragonese era impegnato nella riconquista di quella parte della penisola iberica ancora in mano agli arabi. Alla fine del 1280, in concomitanza con la morte di papa Niccolò III e con la guerra che impegnava il Paleologo contro una coalizione di cui facevano parte veneziani ed angioini, i baroni siciliani ruppero gli indugi organizzando una sollevazione popolare che desse un segno tangibile della loro determinazione, convincendo l'unico interlocutore rimasto, Pietro d'Aragona, ad accorrere finalmente in loro aiuto. In quel mentre avveniva l'elezione del papa di origini francesi Martino IV che, eletto proprio grazie al determinante sostegno degli Angiò, si mostrò fin dall'inizio insensibile alla causa dei siciliani. Intanto, agenti bizantini e aragonesi, largamente provvisti di denaro bizantino, istigarono i Siciliani alla rivolta.
Nell'instabile panorama politico della fine del XIII secolo, la rivolta siciliana, intrecciando l'opposizione al potere temporale dei papi al contenimento dell'inarrestabile ascesa dei loro vassalli angioini, innescherà nel Mediterraneo un vero e proprio conflitto internazionale: da una parte Carlo I d'Angiò, sostenuto da Filippo III di Francia e dai guelfi fiorentini, oltreché dal papato; dall'altra Pietro III d'Aragona, appoggiato dall'imperatore Michele VIII Paleologo, da Rodolfo d'Asburgo, da Edoardo I d'Inghilterra, dalla fazione ghibellina genovese, dal Conte Guido da Montefeltro e da Alfonso X di Castiglia, oltreché, più tiepidamente, dalle Repubbliche marinare di Venezia e di Pisa.

## La rivolta del lunedì di Pasqua

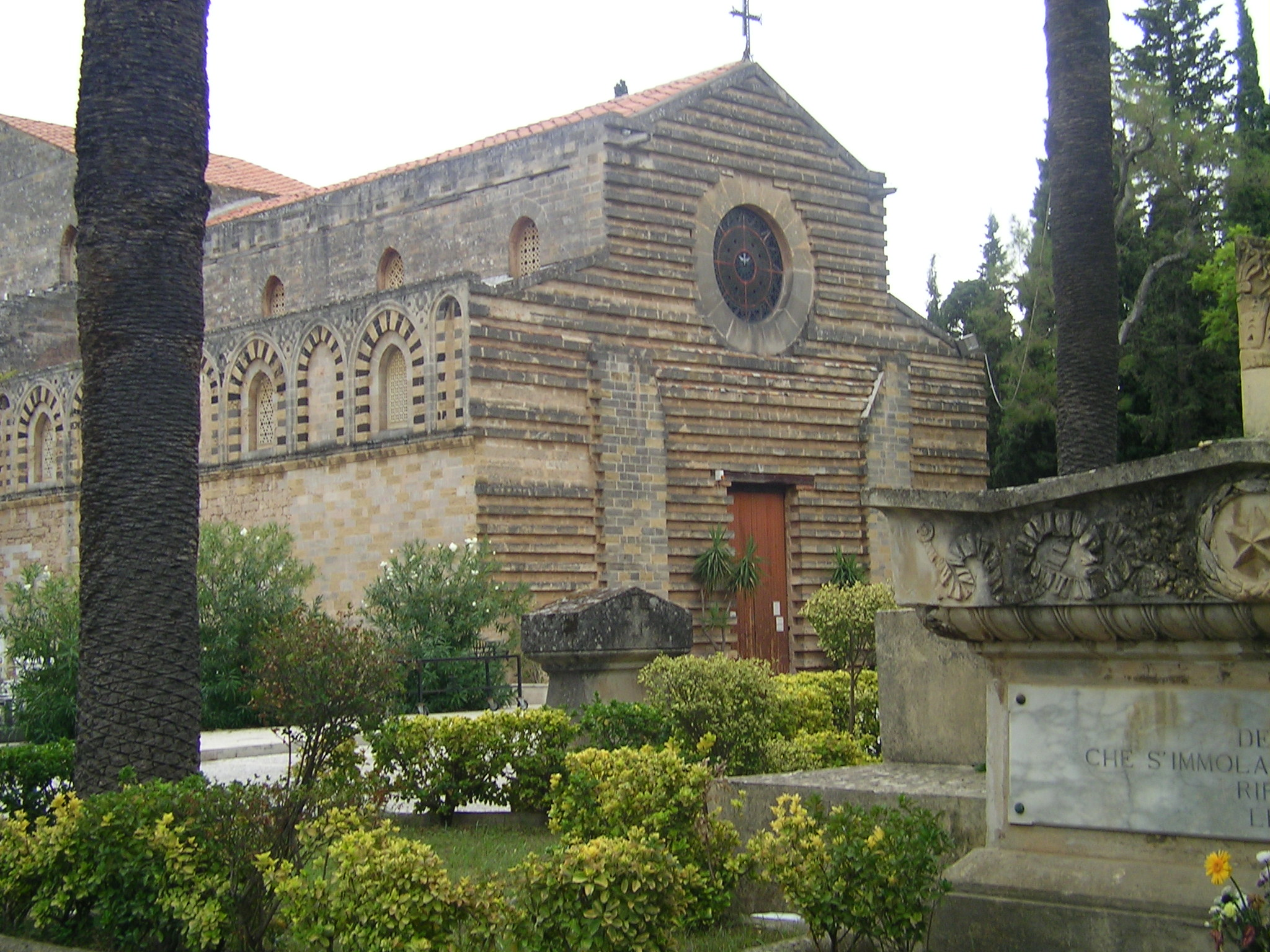
Chiesa del Santo Spirito, Palermo

Tutto ebbe inizio in concomitanza con la funzione serale dei Vespri del 30 marzo 1282, lunedì dell'Angelo, sul sagrato della chiesa del Santo Spirito, a Palermo.
A generare l'episodio fu, secondo la ricostruzione storica, la reazione al gesto di un soldato dell'esercito francese, tale Drouet, che si era rivolto in maniera irriguardosa a una giovane nobildonna accompagnata dal consorte, mettendole le mani addosso con il pretesto di doverla perquisire. A difesa di sua moglie, lo sposo riuscì a sottrarre la spada al soldato francese e a ucciderlo. Tale gesto costituì la scintilla che dette inizio alla rivolta.

Nel corso della serata e della notte che ne seguì, i palermitani — al grido di "Mora, mora!" — si abbandonarono a una vera e propria "caccia ai francesi" che dilagò in breve tempo in tutta l'isola, trasformandosi in una carneficina. I pochi francesi che sopravvissero al massacro vi riuscirono rifugiandosi nelle loro navi, attraccate lungo la costa.
Si racconta che i siciliani, per individuare i francesi che si camuffavano fra i popolani, facessero ricorso a uno shibboleth, mostrando loro dei ceci («cìciri», nella lingua siciliana) e chiedendo di pronunciarne il nome; quelli che venivano traditi dalla loro pronuncia francese (sciscirì), venivano immediatamente uccisi.

### Gli organizzatori
Secondo la tradizione, la rivoluzione del Vespro fu organizzata in gran segreto dai principali esponenti della nobiltà siciliana. Tre furono i principali organizzatori, insieme a Giovanni da Procida, medico di Federico II, ed Enrico Ventimiglia, conte di Geraci:
- Alaimo da Lentini, signore di Ficarra;
- Palmiero Abate, signore di Trapani e Favignana;
- Gualtiero di Caltagirone, signore di Butera.

A costoro si aggiunga altresì il contributo fornito da Ruggero Mastrangelo capitano del popolo di Palermo.
Secondo I Raguagli Historici del Vespro Siciliano di Filadelfo Mugnos, nell'organizzazione della rivolta questa fu la ripartizione:
- Ad Alaimo di Lentini fu assegnato il Val Demone con la città di Messina. A sua volta questi affidò:
  - Milazzo e le terre vicine a Natale Anzalone e Bartolomeo Collura;
  - Castroreale a Bartolomeo Graffeo;
  - il territorio da Patti a Cefalù a Tommaso Crisafi e Cefaldo Camuglia;
  - il territorio da Taormina a Catania a Pandolfo Falcone;
  - San Filippo a Girolamo Papaleo;
  - Nicosia a Pietro Saglinpepe e Lorenzo Baglione;
  - Troina a Iacopino Arduino.
- A Palmiero Abate fu assegnato il Vallo di Mazara e a sua volta questi affidò:
  - Trapani ed Erice ai fratelli;
  - Marsala, Mazara e le terre vicine a Berardo Ferro;
  - Termini a Giovanni Campo;
  - Enna, Calascibetta e altre terre ad Arrigo Barresi;
  - Castelvetrano, Salemi, Polizzi e Corleone a Guido Filangeri;
  - Licata a Rosso Rossi e Berardo Passaneto;
  - Agrigento a Giovanni Calvelli;
  - Naro a Niccolò Lentini e Lucio Patti.
- A Gualtiero di Caltagirone fu assegnato il Val di Noto, il quale si riservò di organizzare la rivolta in prima persona a Caltagirone, Piazza e Aidone. Affidò invece:
  - Mineo e alcune terre vicine al figlio Perotto;
  - Catania a Pietro Cutelli e Cau Tedeschi;
  - Lentini a Giovanni Balsamo e Lanfranco Lentini;
  - Siracusa a Perrello Modica e Pietro Manuele;
  - Modica, Ragusa e altri luoghi a Manfredi Mosca;
  - Vizzini ad Arnaldo Callari e Luigi Passaneto;
  - Noto a Luigi Landolina e Giorgio Cappello.

### Il Vespro
All'alba dell'indomani, la città di Palermo si proclamò indipendente. La rivolta si estese subito a tutta la Sicilia.

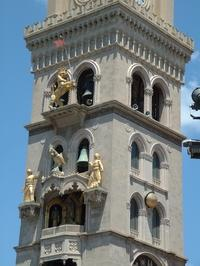
Dina e Clarenza suonano la campana per avvertire i messinesi dell'attacco angioino (Messina, particolare del campanile del Duomo)

Dopo Palermo fu la volta di Corleone, Taormina, Siracusa, Augusta, Catania, Caltagirone e, via via, tutte le altre città. Infine anche Messina si unì alla Communitas Siciliae.
Successivamente, gli insorti richiesero il sostegno di papa Martino IV, affinché appoggiasse l'indipendenza dell'isola e la patrocinasse; tuttavia, il pontefice era stato eletto al soglio papale grazie all'appoggio dei suoi connazionali francesi e pertanto non accolse le richieste degli isolani, bensì appoggiò l'azione repressiva degli angioini.
Carlo I d'Angiò tentò invano di sedare la rivolta con la promessa di numerose riforme; alla fine decise di intervenire militarmente.

#### Antudo e la bandiera

il Vessillo

Famoso simbolo di quella lotta divenne il termine «Antudo!», una parola d'ordine usata dagli esponenti della rivolta. Antudo è l'acronimo per le parole latine "Animus Tuus Dominus" e che vuol dire "il coraggio è il tuo Signore".
Il 3 aprile 1282 veniva adottata la bandiera giallo-rossa, con al centro la Triscele e che diverrà il vessillo di Sicilia. La bandiera venne formata dal giallo di Palermo e dal rosso di Corleone a seguito di un atto di confederazione stipulato da 29 rappresentanti delle due città.
Antudo fu scritto anche nel vessillo.

### Conclusione
Nel luglio 1282 Carlo d'Angiò sbarcò in Sicilia, al comando di una flotta con 24000 cavalieri e 90000 fanti per sedare la rivolta dei siciliani e cinse d'assedio Messina, strenuamente difesa da Alaimo da Lentini. A Palermo, allora prevalse la tesi legittimista, per il richiamo dell'ultima degli Svevi, Costanza, moglie di Pietro III d'Aragona, figlia del defunto re Manfredi di Sicilia.
Pietro, insieme al suo esercito, sbarcò a Trapani il 30 agosto grazie alla flotta donatagli dal Paleologo e il 4 settembre fu incoronato re a Palermo dal parlamento siciliano come Pietro I di Sicilia.
La pace di Caltabellotta fu l’accordo ufficiale di pace firmato il 31 agosto 1302 nel castello della cittadina siciliana fra Carlo di Valois, come capitano generale di Carlo II d'Angiò, e Federico III d'Aragona; tale trattato concluse i Vespri.

## Conseguenze storiche dei Vespri
I Vespri rappresentano una fondamentale tappa della storia siciliana: il lungo legame tra Sicilia e Aragona, che poi diverrà inclusione dell'isola nel regno unificato alla fine del XV secolo, nasce in questo contesto. Tale legame realizzò l'inserimento della Sicilia nel teatro mediterraneo, in cui la Corona d'Aragona rappresentava l'avversario degli Angioini e del Papa. L'isola divenne inoltre fulcro di interessi commerciali, contesi tra le potenze marittime di quel tempo (Valencia-Barcellona, Genova, Pisa-Firenze, Venezia). Infine, moltissime famiglie nobili si trasferirono in Sicilia dalla penisola iberica, integrandosi con la nobiltà siciliana e finendo per costituire una componente importante della nobiltà isolana nei secoli successivi.
Un altro elemento degno di considerazione è la natura particolare del regno così nato. I ceti siciliani dominanti, attraverso il governo provvisorio, avendo richiesto a Pietro di assumere la corona, si rapportarono agli Aragonesi sempre come interlocutori piuttosto che come sudditi, nel segno di una monarchia "pattista", che avrebbe dovuto tutelare e conservare le tradizioni del Regno e quindi anche la sua origine. Sotto questo aspetto, la monarchia sorta nel 1282 differisce profondamente da quella costituita sull'isola dai Normanni e dagli Svevi.
I Vespri furono determinanti anche per la salvezza dell'Impero bizantino, che dopo la riconquista di Costantinopoli del 1261 aveva aumentato enormemente la sua influenza nel teatro mediterraneo, ma rischiava molto a causa delle mire espansionistiche del potente vicino angioino. Grazie alla rivolta in Sicilia, Carlo fu costretto ad abbandonare la sua campagna di conquista nei Balcani dopo una catastrofe senza precedenti, che coinvolse lo stesso papa. Non avendo più nessuno a supportarlo, Filippo di Courtenay, figlio dell'ultimo imperatore latino di Costantinopoli, non veniva preso sul serio da nessuno, mentre la potente Venezia si avvicinava al Regno d'Aragona e all'Impero Bizantino.